# Papa Marcelo II
Marcelo II, nascido Marcello Cervini degli Spannochi; (Montefano, 6 de maio de 1501 – Roma, 1 de maio de 1555), foi o Papa da Igreja Católica e Soberano dos Estados Papais de 9 de abril de 1555 até a data de sua morte, 22 dias depois, em 1 de maio de 1555.
Ele sucedeu o Papa Júlio III. Antes de sua adesão como papa, ele fora cardeal-sacerdote de Santa Cruz de Jerusalém. Ele é o papa mais recente que optou por manter seu nome de nascimento como seu nome real após sua adesão, assim como apenas o segundo e mais recente papa até hoje a tomar o nome "Marcellus" ao ser eleito. Depois de sua morte, levaria 423 anos antes que outro papa escolhesse um nome com um número ordinal menor que IV (Papa João Paulo I).
Cervini era o tio materno de Roberto Belarmino. O pai de Cervini e o Papa Clemente VII eram amigos pessoais. Cervini serviu na casa do cardeal Alessandro Farnese. Quando Farnese se tornou Papa, Cervini serviu como secretário e foi empregado em algumas missões diplomáticas. Em 10 de abril de 1555, ele foi eleito para suceder o Papa Júlio III. Ele morreu de derrame vinte e dois dias depois.

## Biografia

### Início da vida
Natural de Montefano, uma pequena vila perto de Macerata e Loreto, ele era filho de Ricardo Cervini, que era o tesoureiro apostólico em Ancona. A família se originou na Toscana, na cidade de Montepulciano, que havia sido sujeita a Siena, mas mais tarde estava sob o controle de Florença. Marcello tinha dois meio-irmãos, Alexander e Romulus. Uma de suas irmãs, Cinzia Cervini, casou-se com Vincenzo Bellarmino e foi mãe de Roberto Bellarmine.
Marcello foi educado localmente, e em Siena e Florença, onde se tornou proficiente em escrever latim, grego e italiano. Ele também recebeu instruções em jurisprudência, filosofia e matemática. Seu pai tinha interesse em astrologia e, ao descobrir que o horóscopo de seu filho pressagiava altas honras eclesiásticas, Riccardo colocou o jovem Cervini no caminho do sacerdócio.

### Sacerdócio
Após seu período de estudos em Siena, Cervini viajou para Roma na companhia da Delegação enviada por Florença para felicitar o novo Papa por sua eleição. Seu pai e Clemente VII eram amigos pessoais, e Marcello foi feito Scrittore Apostolico. Ele deveria trabalhar em estudos astronômicos e de calendário, um projeto que pretendia trazer o ano de volta à sincronização com as estações do ano. Em 1527, ele fugiu para casa após o saque de Roma, mas acabou retornando e foi levado para a casa do cardeal Alessandro Farnese, sênior. Cervini foi ordenado sacerdote em 1535.

### Cardinalato
Em 1534, depois que Farnese se tornou o Papa Paulo III, Cervini foi nomeado secretário papal (1534–1549) e serviu como conselheiro próximo do sobrinho do papa Alessandro Farnese. Ele foi feito um protonotário apostólico. Ele viajou na suíte do Papa durante a visita papal a Nice, onde Paulo III estava promovendo uma trégua entre Francisco I e Carlos V. Ele então acompanhou o jovem cardeal Farnese em uma viagem à Espanha, França e Holanda espanhola, para ajudar a implementar os termos da trégua. Mais tarde, Paulo III o nomeou administrador de Nicastro, Itália, em 1539. Cervini, no entanto, não foi consagrado bispo até o dia em que ele próprio foi eleito papa. Enquanto ele ainda estava na embaixada na Holanda, Paulo III o criou o Cardeal-Sacerdote de Santa Cruz de Jerusalém em 19 de dezembro de 1539.
Quando, quase imediatamente depois, o cardeal Farnese foi chamado de volta a Roma, Cervini permaneceu como Nuntius. Ao longo da década seguinte, Cervini também se tornou administrador apostólico das dioceses de Reggio e Gubbio. Sua casa em Roma tornou-se um centro da cultura renascentista, e ele próprio correspondia à maioria dos principais humanistas.
Camerlengo do Sagrado Colégio dos Cardeais, em 9 de janeiro de 1545. Durante o Concílio de Trento, ele foi eleito um dos três presidentes do conselho, junto com os colegas cardeais Reginald Pole e Giovanni Maria Ciocchi del Monte (o futuro Papa Júlio III). Ele continuou a desempenhar esse papel durante todo o restante do papado de Paulo III, após o qual foi substituído para aplacar o Sacro Imperador Romano Carlos V (1519–1556). Ele foi creditado não apenas pela defesa da ortodoxia e da disciplina da Igreja, mas também pelas reivindicações universais do papado em assuntos espirituais e temporais, e com tanto vigor que o imperador ficou ofendido. Nomeado membro da Congregação do Santo Ofício em 1546. Em 1548 (ou 1550), ele recebeu a supervisão da Biblioteca do Vaticano, com o título de Protettore da Biblioteca Apostolica.
O Breve apostólico de sua nomeação, no entanto, veio do novo papa, Júlio III, em 24 de maio de 1550, e ele foi nomeado não bibliotecário do Vaticano, mas Bibliothecarius Sanctae Romanae Ecclesiae porque foi o primeiro cardeal a ser responsável pela biblioteca. Durante sua administração, ele empregou os serviços de Marcello e Sirleto, bem como Onuphrio Panvinio (que foi especialmente consultado em questões de arqueologia cristã). Ele acrescentou mais de 500 códices às propriedades da Biblioteca, incluindo 143 códices gregos, como testemunha seu próprio livro de anotações (que ainda sobrevive como Vaticanus Latinus 3963).

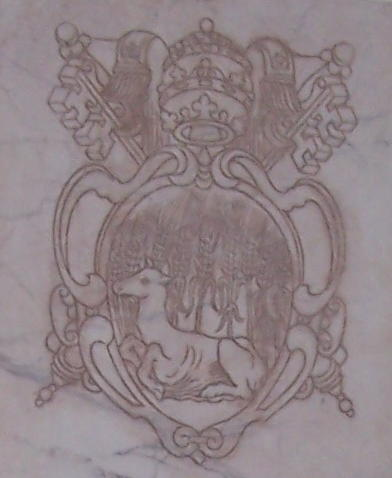
Brasão do papa Marcelo II

No conclave de 1549–1550 para eleger um sucessor de Paulo III, cinquenta e um cardeais, incluindo Marcello Cervini, participaram da abertura em 3 de dezembro de 1549. Os candidatos iniciais incluíam os cardeais Pole, Sfondrati, Carpi e Ridolfi (que morreram no 31 de janeiro). Pole, o favorito do imperador Carlos V, chegou a dois votos após ser eleito nos primeiros escrutínios, mas não conseguiu atrair votos adicionais. Juan Álvarez de Toledo (bispo de Burgos), outro favorito do Império, foi proposto, e ele também falhou, devido à forte oposição da facção do cardeal Alessandro Farnese, sobrinho do papa Paulo III e dos franceses.
Em 12 de dezembro, chegaram mais cinco eleitores franceses e, embora não pudessem avançar na candidatura de seu favorito, Ippolito d 'Este, eles tinham o cardeal Cervini em sua lista de possíveis candidatos. Farnese e sua facção também estavam positivamente inclinados a ele. Infelizmente, a facção imperial não era. O pior de tudo, em 22 de dezembro, o cardeal Cervini deixou o Conclave, sofrendo de febre de quartzo. Finalmente, em 7 de fevereiro de 1550, os cardeais escolheram Giovanni Maria Ciocchi del Monte, que recebeu o nome de Júlio III.

### Eleição papal
O primeiro conclave de 1555, após a morte de Júlio III (1550 a 1555), envolveu uma luta entre os interesses franceses na Itália (que haviam sido favorecidos por Júlio III) e os interesses imperiais, que tinham a intenção de reformar a Igreja por meio de um conselho da Igreja, mas com o imperador controlando o resultado. Em 9 de abril de 1555, na noite do quarto dia do conclave papal, Cervini foi "adorado" como Papa, apesar dos esforços dos cardeais leais ao imperador Carlos V para bloquear sua eleição. Na manhã seguinte, foi realizada uma votação formal na Capella Paolina, na qual todos os votos expressos foram para o cardeal Cervini, exceto o seu, que ele fez para o reitor do Colégio Sagrado dos Cardeais, Gian Pietro Carafa.
O novo Papa optou por manter seu nome de nascimento, o mais recente Papa a fazê-lo, reinando como Marcelo II. Ele foi consagrado como bispo na Capela Paulina, pelo cardeal decano Gian Pietro Carafa, bispo de Ostia e Velletri, assistido pelo cardeal Jean du Bellay, bispo de Porto, e pelo cardeal Tommaso Pio, bispo de Frascati; coroado na basílica patriarcal do Vaticano, pelo cardeal protodiácono Francesco Pisani, em uma cerimônia moderada por causa da queda na época quaresmal.

## Papado

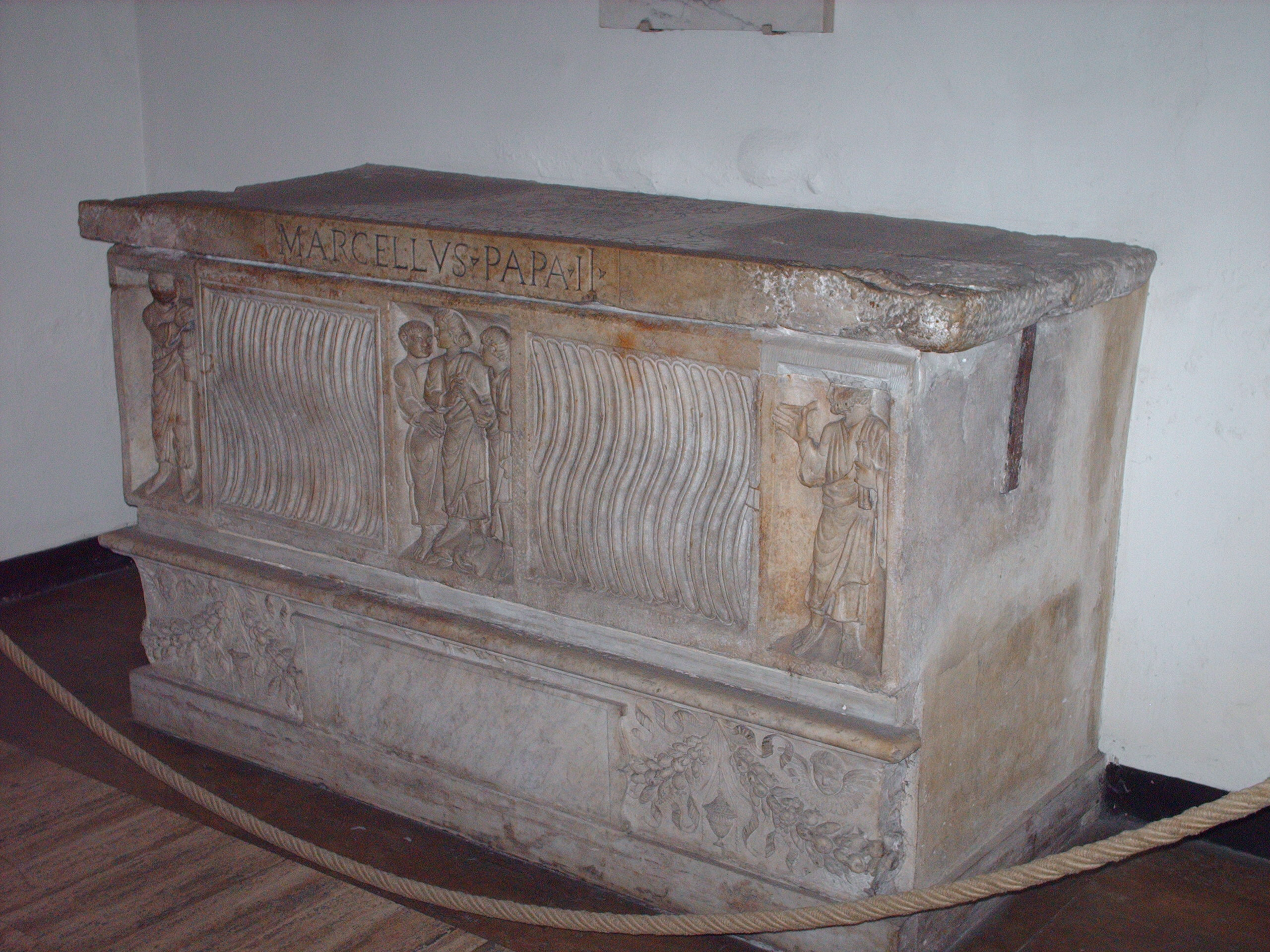
O túmulo do Papa Marcellus II nas grutas da Basílica de São Pedro na Cidade do Vaticano

Embora Marcelo II desejasse reformar muitos dos trabalhos internos da igreja, sua constituição débil sucumbiu às fadigas do conclave, às cerimônias exaustivas relacionadas à sua ascensão, às ansiedades decorrentes de seu alto cargo e ao esforço excessivo em sua atuação das funções pontifícias da Semana Santa e da Páscoa. Ele rapidamente adoeceu.
Marcelo II foi sangrado e parecia começar a se recuperar. Numa audiência que ele deu aos cardeais, que queriam que ele assinasse os capítulos eleitorais do conclave e garantisse que ele não faria mais cardeais do que aqueles acordos permitidos, ele se recusou a assinar, afirmando que mostraria sua intenção por ações, não palavras. Em sua primeira audiência com os embaixadores da França e da Espanha, ele advertiu os embaixadores de que seus monarcas deveriam manter a paz que havia sido acordada e que, se não o fizessem, não apenas seriam enviados núncios e legados, mas que o próprio Papa viria e os advertiria. Escreveu cartas ao imperador, à rainha Maria I da Inglaterra e ao cardeal Reginald Pole (em que confirmou a legação de Pole na Inglaterra). Quando o embaixador espanhol pediu perdão por ter matado um homem, o papa respondeu que não queria iniciar seu reinado com auspícios como a absolvição de homicídios e ordenou que os tribunais apropriados observassem a lei.
Ele não queria que seus parentes descessem a Roma, nem queria que eles fossem enriquecidos além da posição de um membro da nobreza, e não permitiu que seus dois sobrinhos, Riccardo e Herennius (filhos de seu meio-irmão Alexandre), que moravam em Roma sob seus cuidados, para visitas formais. Ele instituiu economias imediatas nas despesas do Vaticano. Em 28 de abril, ele pôde receber o duque de Urbino em audiência e, em 29 de abril, o duque de Ferrara. Ele também deu audiência a quatro cardeais, Farnese, D'Este, Louis de Guise e Ascanio Sforza, os líderes da facção francesa no recente conclave. Naquela noite, ele teve dificuldade para dormir. Na manhã do dia 30, ele sofreu um derrame (hora XII apoplexi correptus) e entrou em coma. Naquela noite, ele morreu, no 22º dia após sua eleição.
O papa Marcelo II foi enterrado na basílica patriarcal do Vaticano. O novendiale ocorreu entre 5 e 14 de maio de 1555. Seus restos mortais foram transferidos para a gruta da basílica em 16 de outubro de 1606; o túmulo do Papa João Paulo I está bem em frente ao dele.

## Legado
Palestrina 's Missa Papae Marcelli (que data de 1565 ou antes de), uma das glórias da música coral sacra polifónica, acreditada tradicionalmente ter sido composta em sua memória, ca.1562. Tendo reinado por apenas 22 dias corridos, o papa Marcelo II ocupa o sexto lugar na lista dos dez papas de menor reinado no mundo. Seu sucessor foi Gian Pietro Carafa, decano do Sagrado Colégio de Cardeais, que reinou como Papa Paulo IV (1555–1559).